# Acteón

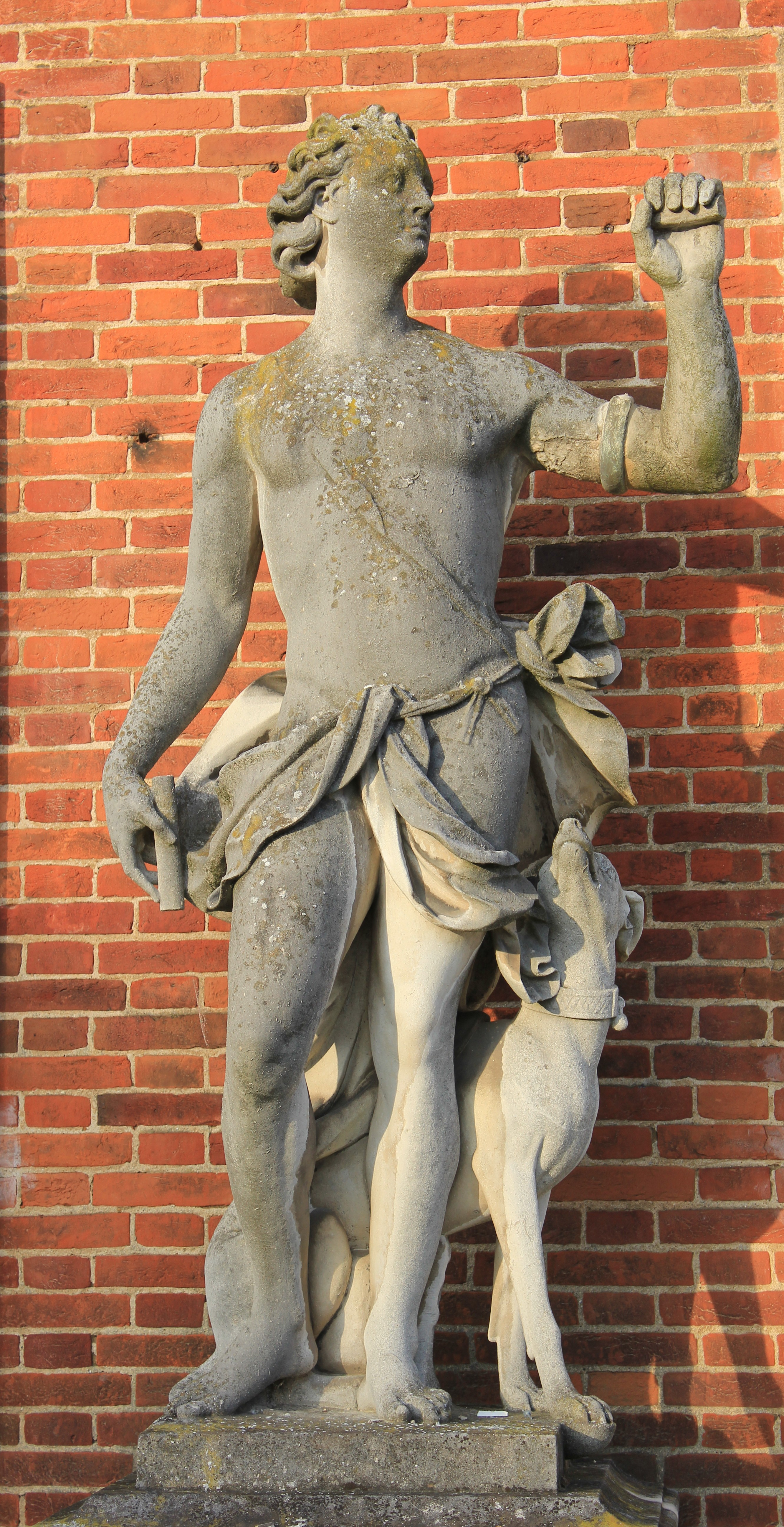
Estatua de Acteón, ubicada en Trent Park House, Londres.

En la mitología griega, Acteón era un célebre cazador iniciado en este arte por el centauro Quirón, también maestro de Aquiles. Hijo de Aristeo y Autónoe de Beocia, sufrió la ira de Artemisa (Diana, en el caso de la romanización de la leyenda, según, por ejemplo, la versión de Ovidio). La historia también es narrada por Higino, Pausanias, Eurípides, Calímaco y Esquilo, entre otros autores clásicos.
En griego antiguo se escribe Ἀκταίων (Aktaiôn).

## El mito

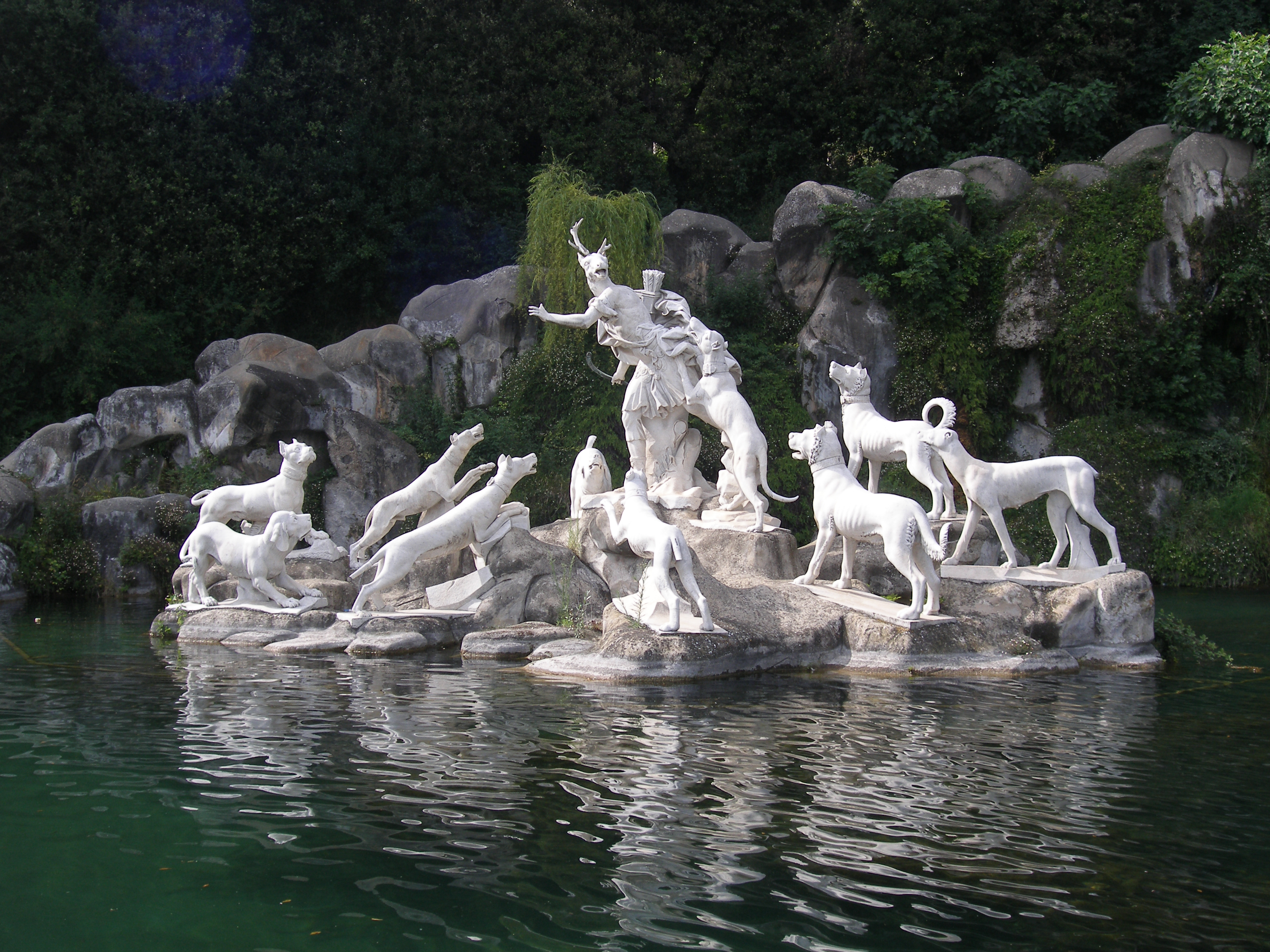
Grupo escultórico en el Palacio Real de Caserta.

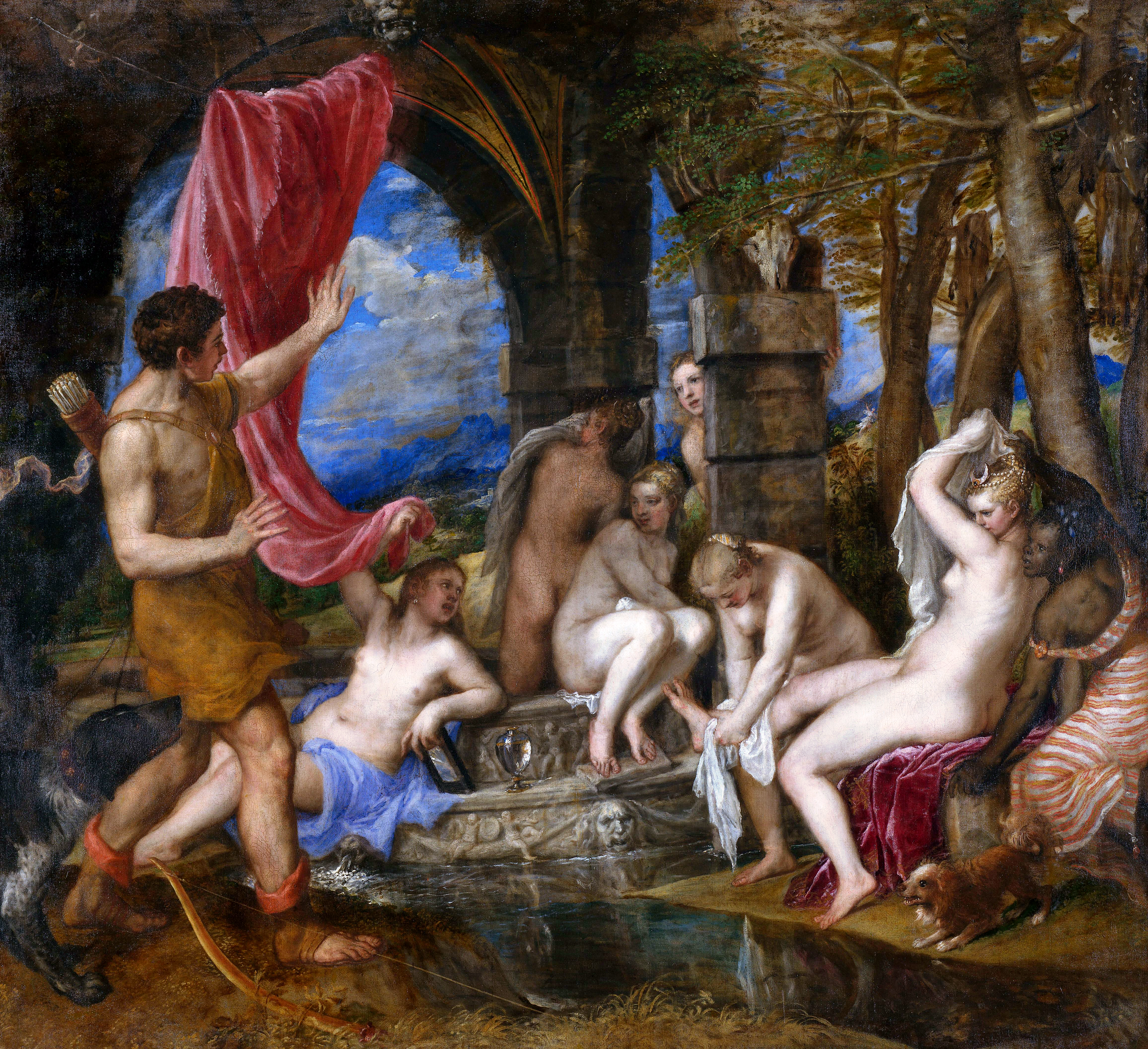
Diana y Acteón, obra de Tiziano.

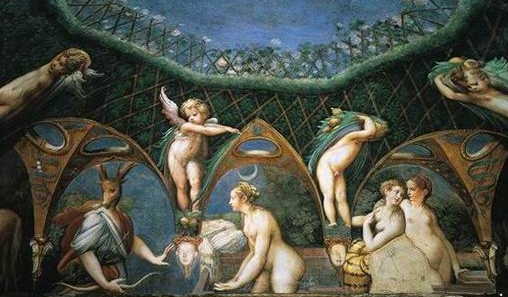
Acteón, según Parmigianino.

Artemisa, consagrada a la castidad, estaba bañándose desnuda en los bosques cercanos a la ciudad beocia de Orcómeno (Orjomenós, a 116 km al noroeste de Atenas), cuando Acteón la encontró casualmente. Se detuvo y se quedó mirándola, fascinado por su belleza enajenante. Como castigo por la profanación de haber visto su desnudez y sus virginales misterios, Artemisa lo transformó en un ciervo, y envió a los cincuenta perros de Acteón a que lo mataran. Estos lo hicieron pedazos y devoraron sus carnes, para después buscar a su amo por el bosque, sollozando. Entonces, encontraron al centauro Quirón, quien, para consolarlos, construyó una estatua de su difunto dueño. 
Según cuenta Ovidio en Las metamorfosis (libro III, 151-252), la diosa estaba acompañada de su séquito de ninfas. 

El color que suelen tener las nubes cuando las hiere el sol de frente, o la aurora arrebolada, es el que tenía Diana al sentirse vista sin ropa. Aunque a su alrededor se apiñaba la multitud de sus compañeras, todavía se apartó ella a un lado, volvió atrás la cabeza, y como hubiera querido tener a mano sus flechas, echó mano a lo que tenía, el agua, regó con ella el rostro del hombre, y derramando sobre sus cabellos el líquido vengador, pronunció además estas palabras que anunciaban la inminente catástrofe: «Ahora te está permitido contar que me has visto desnuda. Si es que puedes contarlo»
Las metamorfosis de Ovidio

En otra versión de la leyenda, Acteón alardeó de ser mejor cazador que Artemisa, por lo que esta lo transformó en un venado que fue devorado por sus propios perros de caza.
Existen paralelismos entre la historia de Acteón y la ceguera de Tiresias, que perdió la vista como castigo por ver desnuda a Atenea, y entre Acteón y el mito caldeo y fenicio de Aqht y la diosa Anat. 

## Representación artística
Se conserva una crátera (vasija cerámica para vino) del 460 a. C. aproximadamente, que recibe el nombre de Artemisa matando a Acteón. El Museo Británico guarda relieves helénicos de mármol sobre el mito.
El historiador siciliota Diodoro Sículo (90-30 a. C.) escribió variaciones de la historia.
También fue representado por numerosos pintores muy posteriores, como
Tiziano,
Nicolás Poussín,
Parmigianino,
Veronese,
Rembrandt,
Anníbale Carracci o
Delacroix.
En 1684, Marc-Antoine Charpentier (1643-1704) musicalizó una tragedia lírica que tituló Acteón.

## Interpretación
El religioso y pensador italiano Giordano Bruno (1548-1600) presentó una metáfora de Acteón como cazador que persigue con pasión el conocimiento. En su diálogo Los heroicos furores, de 1585, identificaba a Acteón con el auténtico filósofo que, en su búsqueda y contemplación de la verdad (Diana), termina a su vez cazado por esta y alcanza finalmente la beatitud.
En su obra El ser y la nada (1943), Jean Paul Sartre establece lo que llama «complejo de Acteón», que define como el orden fisiológico y psicosexual (la mirada curiosa y lasciva) cuya sublimación desencadena el estímulo de toda búsqueda. En este sentido, advierte que el investigador es el cazador que sorprende una desnudez pasiva y la viola con su mirada. Así, el conjunto de estas imágenes revela la idea de la caza como símbolo de apropiación, así como el deseo sexual mismo, quizá más primitivo todavía, pues se caza para comer, para poseer. La curiosidad, en el animal, es siempre sexual o alimentaria. La curiosidad por necesidad lleva al conocimiento. Conocer es comer con los ojos.
El escritor polaco nacionalizado en Francia, Pierre Klossowski publicó en 1956 una breve novela llamada El baño de Diana, en la que reflexiona sobre la leyenda.

## Acteón en la literatura española
El dramaturgo barroco Antonio Mira de Amescua (1577-1644) compuso sobre el mito su poema en cincuenta y ocho octavas reales Fábula de Acteón y Diana, y José Antonio Porcel (1715-1794) su fábula burlesca Acteón y Diana.
Por otro lado, José Luis Sampedro (1917-2013) en su novela El caballo desnudo introdujo el mito de Acteón en la trama de su comedia.